# Copa do Nordeste 2020
La Copa do Nordeste 2020 fue  la decimoséptima (17.º) edición del torneo que reúne equipos de la región nordeste del país. Al igual que la Copa Verde, fue  un torneo organizado por la Confederación Brasileña de Fútbol y, debido a la modificación de los criterios de clasificación para torneos internacionales, no asegura un cupo a la Copa Sudamericana pero el campeón entrará directamente a los octavos de final de la Copa de Brasil.
Debido a la pandemia de COVID-19, la CBF decidió suspender temporalmente la competencia antes de  la última fecha de la fase de grupos. En julio de 2020, CBF anunció el regreso de los partidos el 21 de julio de 2020, con sede exclusiva en la ciudad de Salvador, Bahía y un partido  de la última fecha  de la fase grupos en la ciudad de Feira de Santana, también en el estado de Bahía.

## Sistema de juego
En la fase premilinar, ocho de los 20 equipos no campeones de sus respectivos torneos estatales se enfrentarán en partidos de ida y vuelta para definir a cuatro clasificados a la fase de grupos. Los equipos que jueguen esta etapa serán definidos de acuerdo al ranking de la CBF.

### Criterios de desempate
En caso de que haya equipos empatados en puntos la fase preliminar o en la final, los criterios de desempate son:
1. Mejor diferencia de gol.
2. Tiros desde el punto penal.

## Equipos participantes
Los 20 equipos clasificados son:
| Estado                      | Club             | Vía de clasificación                     |
| --------------------------- | ---------------- | ---------------------------------------- |
| Alagoas 2 cupos             | CSA              | Campeón del Campeonato Alagoano 2019     |
| Alagoas 2 cupos             | CRB              | Ranking CBF                              |
| Bahía 3 cupos               | Bahia            | Campeón del Campeonato Baiano 2019       |
| Bahía 3 cupos               | Vitória          | Ranking CBF                              |
| Bahía 3 cupos               | Juazeirense      | Ranking CBF                              |
| Ceará 2 cupos               | Fortaleza        | Campeón del Campeonato Cearense 2019     |
| Ceará 2 cupos               | Ceará            | Ranking CBF                              |
| Maranhão 2 cupos            | Imperatriz       | Campeón del Campeonato Maranhense 2019   |
| Maranhão 2 cupos            | Sampaio Corrêa   | Ranking CBF                              |
| Paraíba 2 cupos             | Botafogo-PB      | Campeón del Campeonato Paraibano 2019    |
| Paraíba 2 cupos             | Campinense       | Ranking CBF                              |
| Pernambuco 3 cupos          | Sport Recife     | Campeón del Campeonato Pernambucano 2019 |
| Pernambuco 3 cupos          | Santa Cruz       | Ranking CBF                              |
| Pernambuco 3 cupos          | Náutico          | Ranking CBF                              |
| Piauí 2 cupos               | Ríver            | Campeón del Campeonato Piauiense 2019    |
| Piauí 2 cupos               | Altos            | Ranking CBF                              |
| Rio Grande do Norte 2 cupos | América de Natal | Campeón del Campeonato Potiguar 2019     |
| Rio Grande do Norte 2 cupos | ABC Natal        | Ranking CBF                              |
| Sergipe 2 cupos             | Frei Paulistano  | Campeón del Campeonato Sergipano 2019    |
| Sergipe 2 cupos             | Confiança        | Ranking CBF                              |

## Fase preliminar
- Participaron en esta etapa los ocho clubes con menor clasificación de la CBF 2019. Los cuatro equipos vencedores avanzaron a la fase de grupos[5].

- Los juegos fueron disputados entre el 1 y el 15 de abril de 2019.[6]

| Equipo local ida | Global | Equipo visitante ida | Ida | Vuelta |
| ---------------- | ------ | -------------------- | --- | ------ |
| Campinense       | 2–3    | Náutico              | 2–1 | 0–2    |
| Confiança        | 2–0    | Sampaio Corrêa       | 0–0 | 2–0    |
| Juazeirense      | 1–2    | CRB                  | 0–0 | 1–2    |
| Altos            | 1–2    | ABC Natal            | 1–0 | 0–2    |

- Avanzaron a fase de grupos Náutico de Recife, Confiança de Aracaju, CRB de Maceió y ABC de Natal.

## Fase de grupos
- Los grupos y los juegos fueron definidos en sorteo el día 26 de septiembre de 2019.

### Grupo A
| Pos. | Equipo         | Pts. | PJ | G | E | P | GF | GC | Dif. | Qualification              |
| ---- | -------------- | ---- | -- | - | - | - | -- | -- | ---- | -------------------------- |
| 1    | Fortaleza      | 17   | 8  | 5 | 2 | 1 | 13 | 5  | +8   | Avanzan a Cuartos de final |
| 2    | Bahia          | 17   | 8  | 5 | 2 | 1 | 13 | 5  | +8   | Avanzan a Cuartos de final |
| 3    | Botafogo-PB    | 13   | 8  | 3 | 4 | 1 | 9  | 9  | 0    | Avanzan a Cuartos de final |
| 4    | Sport Recife   | 10   | 8  | 2 | 4 | 2 | 8  | 9  | −1   | Avanzan a Cuartos de final |
| 5    | ABC Natal      | 9    | 8  | 2 | 3 | 3 | 8  | 10 | −2   |                            |
| 6    | CRB            | 8    | 8  | 2 | 2 | 4 | 9  | 11 | −2   |                            |
| 7    | Freipaulistano | 5    | 7  | 1 | 2 | 4 | 6  | 15 | −9   |                            |
| 8    | Ríver          | 4    | 8  | 1 | 1 | 6 | 7  | 17 | −10  |                            |

 Fuente: CBF

### Grupo B
| Pos. | Equipo           | Pts. | PJ | G | E | P | GF | GC | Dif. | Qualification              |
| ---- | ---------------- | ---- | -- | - | - | - | -- | -- | ---- | -------------------------- |
| 1    | Confiança        | 14   | 8  | 4 | 2 | 2 | 11 | 6  | +5   | Avanzan a Cuartos de final |
| 2    | Ceará            | 14   | 8  | 3 | 5 | 0 | 15 | 9  | +6   | Avanzan a Cuartos de final |
| 3    | Vitória          | 14   | 8  | 3 | 5 | 0 | 11 | 5  | +6   | Avanzan a Cuartos de final |
| 4    | Santa Cruz       | 13   | 8  | 4 | 1 | 3 | 8  | 6  | +2   | Avanzan a Cuartos de final |
| 5    | Náutico          | 11   | 8  | 3 | 2 | 3 | 11 | 13 | −2   |                            |
| 6    | CSA              | 7    | 8  | 2 | 1 | 5 | 8  | 9  | −1   |                            |
| 7    | Imperatriz       | 7    | 7  | 2 | 1 | 4 | 10 | 13 | −3   |                            |
| 8    | América de Natal | 6    | 8  | 1 | 3 | 4 | 7  | 12 | −5   |                            |

 Fuente: CBF

## Fase final
|  | Cuartos de final | Cuartos de final |           |   | Semifinales      | Semifinales      |  |  | Final           | Final           | Final           |
|  | 25 de julio      | 25 de julio      |           |   | 28 y 29 de julio | 28 y 29 de julio |  |  | 1 y 4 de agosto | 1 y 4 de agosto | 1 y 4 de agosto |
|  |                  |                  |           |   |                  |                  |  |  |                 |                 |                 |
|  |                  |                  |           |   |                  |                  |  |  |                 |                 |                 |
|  |                  |                  |           |   |                  |                  |  |  |                 |                 |                 |
|  | Fortaleza        | 0 (4)            |           |   |                  |                  |  |  |                 |                 |                 |
|  | Fortaleza        | 0 (4)            |           |   |                  |                  |  |  |                 |                 |                 |
|  | Sport Recife     | 0 (1)            |           |   |                  |                  |  |  |                 |                 |                 |
|  | Sport Recife     | 0 (1)            | Fortaleza | 0 |                  |                  |  |  |                 |                 |                 |
|  |                  |                  | Fortaleza | 0 |                  |                  |  |  |                 |                 |                 |
|  |                  | Ceará            | 1         |   |                  |                  |  |  |                 |                 |                 |
|  | Ceará            | Ceará            | 1         | 1 |                  |                  |  |  |                 |                 |                 |
|  | Ceará            |                  |           | 1 |                  |                  |  |  |                 |                 |                 |
|  | Vitória          | 0                |           |   |                  |                  |  |  |                 |                 |                 |
|  | Vitória          | 0                | Ceará     | 3 | 1                |                  |  |  |                 |                 |                 |
|  |                  |                  | Ceará     | 3 | 1                |                  |  |  |                 |                 |                 |
|  |                  | Bahia            | 1         | 0 |                  |                  |  |  |                 |                 |                 |
|  | Confiança        | Bahia            | 1         | 0 | 0 (4)            |                  |  |  |                 |                 |                 |
|  | Confiança        |                  |           |   |                  |                  |  |  |                 |                 |                 |
|  | Santa Cruz       | 0 (2)            |           |   |                  |                  |  |  |                 |                 |                 |
|  | Santa Cruz       | 0 (2)            | Confiança | 0 |                  |                  |  |  |                 |                 |                 |
|  |                  |                  | Confiança | 0 |                  |                  |  |  |                 |                 |                 |
|  |                  | Bahia            | 1         |   |                  |                  |  |  |                 |                 |                 |
|  | Bahia            | Bahia            | 1         | 3 |                  |                  |  |  |                 |                 |                 |
|  | Bahia            |                  |           | 3 |                  |                  |  |  |                 |                 |                 |
|  | Botafogo-PB      | 1                |           |   |                  |                  |  |  |                 |                 |                 |
|  | Botafogo-PB      | 1                |           |   |                  |                  |  |  |                 |                 |                 |

### Cuartos de final
| 25 de julio de 2020, 16:00 | Fortaleza                                    | 0:0 (0:0) (4:1 p.)         | Sport Recife                   | Barradão, Salvador                                               |                                                                  |
|                            |                                              | Reporte                    |                                | Asistencia: 0 espectadores Árbitro(s): Diego Pombo Lopez (Bahía) | Asistencia: 0 espectadores Árbitro(s): Diego Pombo Lopez (Bahía) |
|                            |                                              | Tiros desde el punto penal |                                |                                                                  |                                                                  |
|                            | Juninho · Bruno Melo · Marlon · Edson Cariús |                            | Barcia · Patric · Iago Maidana |                                                                  |                                                                  |

| 25 de julio de 2020, 16:00 | Ceará               | 1:0 (1:0) | Vitória | Estadio de Pituaçu, Salvador                                                        |                                                                                     |
|                            | Vinícius 44' (pen.) | Reporte   |         | Asistencia: 0 espectadores Árbitro(s): Marcelo Aparecido Ribeiro de Souza (Paraíba) | Asistencia: 0 espectadores Árbitro(s): Marcelo Aparecido Ribeiro de Souza (Paraíba) |

| 25 de julio de 2020, 18:30 | Confiança                                 | 0:0 (0:0) (4:2 p.)         | Santa Cruz                              | Estadio Joia da Princesa, Feira de Santana                       |                                                                  |
|                            |                                           | Reporte                    |                                         | Asistencia: 0 espectadores Árbitro(s): Léo Simão Holanda (Ceará) | Asistencia: 0 espectadores Árbitro(s): Léo Simão Holanda (Ceará) |
|                            |                                           | Tiros desde el punto penal |                                         |                                                                  |                                                                  |
|                            | Reis · Renan Gorne · Silva · Danilo Pires |                            | Didira · Pipico · Toty · Patrick Nonato |                                                                  |                                                                  |

| 25 de julio de 2020, 21:30 | Bahia                                         | 3:1 (1:0) | Botafogo-PB         | Estadio de Pituaçu, Salvador                                                         |                                                                                      |
|                            | Ronaldo 12' · Rodriguinho 47' · Fernandão 69' | Reporte   | Rodrigo Andrade 58' | Asistencia: 0 espectadores Árbitro(s): Gilberto Rodrigues Castro Júnior (Pernambuco) | Asistencia: 0 espectadores Árbitro(s): Gilberto Rodrigues Castro Júnior (Pernambuco) |

### Semifinales
| 28 de julio de 2020, 21:30 | Fortaleza | 0:1 (0:1) | Ceará     | Estadio de Pituaçu, Salvador                                                         |                                                                                      |
|                            |           | Reporte   | Klaus 23' | Asistencia: 0 espectadores Árbitro(s): Caio Max Augusto Vieira (Rio Grande do Norte) | Asistencia: 0 espectadores Árbitro(s): Caio Max Augusto Vieira (Rio Grande do Norte) |

| 29 de julio de 2020, 19:30 | Bahia           | 1:0 (0:0) | Confiança | Estadio de Pituaçu, Salvador                                                    |                                                                                 |
|                            | Danielzinho 87' | Reporte   |           | Asistencia: 0 espectadores Árbitro(s): Denis da Silva Ribeiro Serafim (Alagoas) | Asistencia: 0 espectadores Árbitro(s): Denis da Silva Ribeiro Serafim (Alagoas) |

### Final
| 1 de agosto de 2020, 16:00 | Ceará                                         | 3:1 (1:1) | Bahia         | Estadio de Pituaçu, Salvador                                                           |                                                                                        |
|                            | Fernando Sobral 28' · Cléber 57' · Mateus 74' | Reporte   | Fernandão 26' | Asistencia: 0 espectadores Árbitro(s): Caio Max Augusto Vieira (Río Grandel del Norte) | Asistencia: 0 espectadores Árbitro(s): Caio Max Augusto Vieira (Río Grandel del Norte) |

| 4 de agosto de 2020, 21:30 | Bahia | 0:1 (0:0) | Ceará      | Estadio de Pituaçu, Salvador                                                          |                                                                                       |
|                            |       | Reporte   | Cléber 60' | Asistencia: 0 espectadores Árbitro(s): Caio Max Augusto Vieira (Río Grande del Norte) | Asistencia: 0 espectadores Árbitro(s): Caio Max Augusto Vieira (Río Grande del Norte) |

| Campeón 2020 Copa do Nordeste |
| Bandera del estado de Ceará   |
| ----------------------------- |
| Ceará (2.º título)            |

## Goleadores
| Jugador             | Club      | Goles |
| ------------------- | --------- | ----- |
| Vinicius            | Ceará     | 5     |
| Rafael Longuine     | CRB       | 4     |
| Wellington Paulista | Fortaleza | 4     |
| Tiago Orobó         | Fortaleza | 4     |
| Gilberto            | Bahia     | 4     |